# Хеджон (правитель Корё)

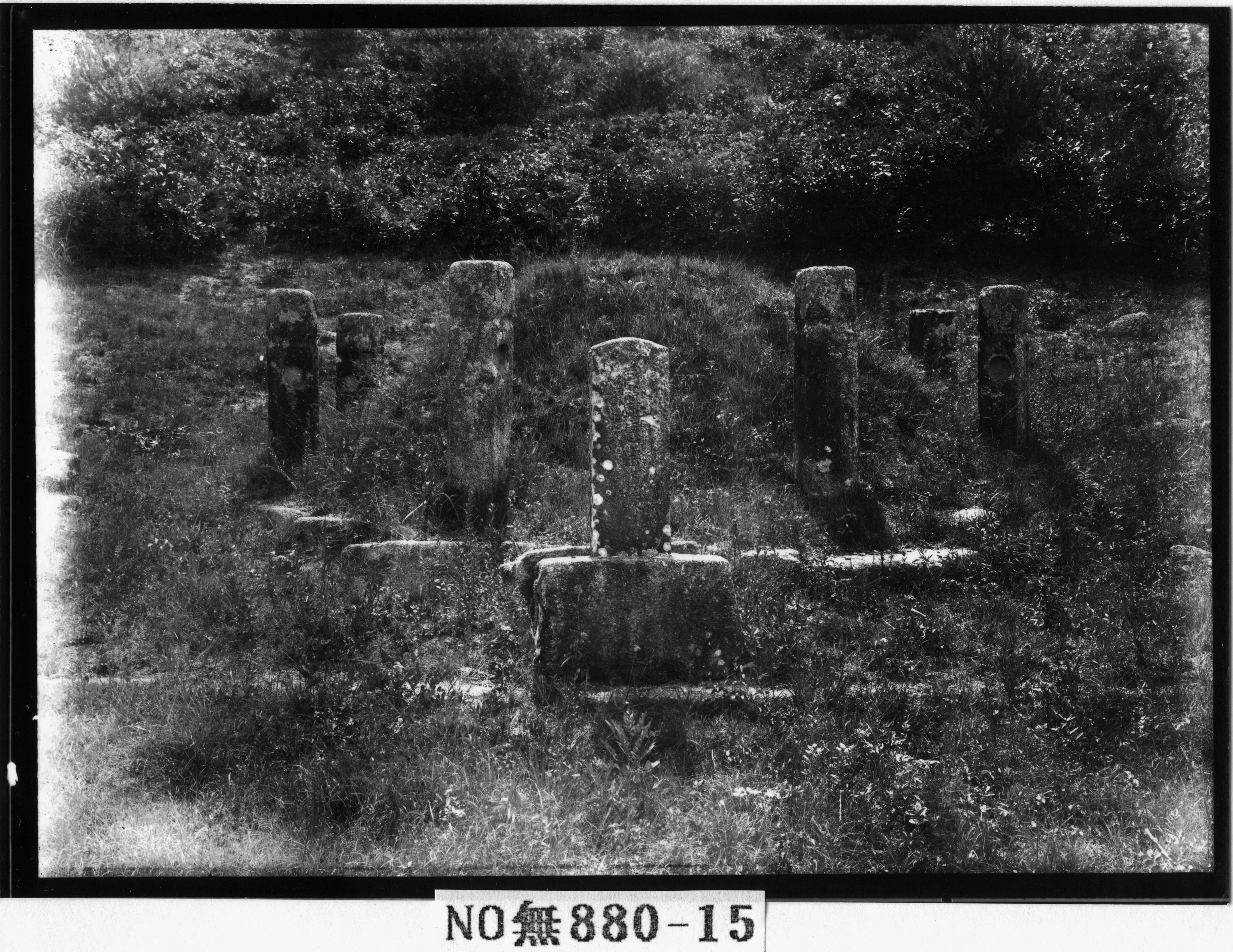
Гробница Хеджона в г.Кэсон

Хеджон (кор. 혜종황제, 恵宗, Hyejong hwangje) — 2-й правитель корейского государства Корё, правивший в 944—945 годах. Имя при рождении — Му (кор. 왕무, 王武, Wang Mu). Второе имя — Сынгон. Посмертные титулы — Индок мёнхё сонхён копхён кёнхон Ыйгон-тэван.
Хеджон родился в семье Тхэджо и от его второй жены Чанхва-ванху. 921 году Хеджон был провозглашен наследным принцем и королевским преемником при поддержке генерала Пака Сул-Хи. Хеджон последовал за своим отцом Тхэджо в битву против Поздней Пэкче. 
Время правления Хеджона началось с внутренных борьбы за власть между сыновьями Тхэджо. Первый из этих заговоров возглавили принцы Ван Ё и Ван Со, сводные братья от третьей жены Тхэджо по имени Сунмёнсунсон. Узнав о заговоре двух принцев, Ван Гю предупредил Хеджона о заговоре, но задумал посадить на трон своего внука, одного из младших сводных братьев Хеджона, когда Хеджон ничего не сделал, чтобы остановить заговор двух принцев. 
Хеджон умер в 945 году, на втором году своего правления, от отравления ртутью в ванне. У него было заболевание, наиболее известное как экзема, которое вызывало красные зудящие пятна на коже и затрудненное дыхание. Хотя у него был сын, которого назвали наследным принцем, ему наследовал его третий брат Ван Ё, который силой захватил трон при поддержке своего четвертого брата Ван Со и впоследствии был коронован как Чонджон.